# Arachnis mishma
Arachnis mishma là một loài bướm đêm thuộc phân họ Arctiinae, họ Erebidae.